# Чибча (плот)
Чибча (также Плот муиска) — доколумбовое вотивное произведение искусства, созданное муиска — одной из высокоразвитых цивилизаций Южной Америки.
Вероятно, относится к церемонии подношения золота, описанной в легенде об Эльдорадо, которая происходила на озере Гуатавита в Колумбии.

## История
Народ муиска, также известный как чибча, жил в горах восточных Анд, недалеко от современной Боготы, города Тунха и озера Гуатавита.  Для всех доколумбовых народов золото имело сакрально-символическое значение. Однако золотые изделия муиска отличаются от изделий других доколумбовых народов с точки зрения их использования, изготовления и внешнего вида.
Вотивные подношения муиска — тунхо — чаще всего использовались в символических целях. Обычно они были достаточно миниатюрны, отливались по  моделям с использованием тумбаги — сплава золота и меди с добавлением серебра. Изделия муиска отличаются шероховатой поверхностью по сравнению с полированным золотом других доколумбовых народов.
Плот муиска, скорее всего, создан для церемонии, известной как «легенда об Эльдорадо», во время которой новый король покрывал своё тело золотой пылью, и его везли на середину священного озера, чтобы предложить дары богине Гуатавита (бросить золотые дары в озеро). Размеры плота составляют: 19,5 см в длину, 10,2 см в ширину и 10,1 см в высоту. На нём находятся одиннадцать человеческих фигур: центральная большая фигура — вождь, десять фигур меньшего размера — его помощники и гребцы (некоторые из них носят маски). Все они находятся на тростниковом плоту овальной формы. При тщательном микроскопическом исследовании на плоту не было обнаружено никаких соединений — изделие и каждая его декоративная деталь были созданы из одной (разовой) заливки золота. Исследователи этого художественного произведения провели радиоуглеродное датирование остатков древесного угля, которые остались на плоту от формы для литья. Датировка позволила говорить о дате постройки плота  между 1295 и 1410 годами.
Известны два золотых плота муиска: один — из города Паска, другой — из района озера Сиеча (не сохранился):
- Плот из Сиечи был обнаружен местными жителями  в 1856 году. Он оказался у дипломата Саломона Коппеля (англ. Salomón Koppel), который продал его Этнологическому музею в Берлине. По прибытии в порт Бремена артефакт был уничтожен пожаром.
- В 1969 году крестьянин из Паски по имени Крус Мария Димате (англ. Cruz María Dimaté) нашёл в пещере плот, который был выкуплен колумбийским Банком Республики и помещён в Музее золота в Боготе.

Плот муиска изображён на сцепке почтовых марок Колумбии 2004 года, на монете 1971 года и банкноте 1977 года.